# Eygliers
Eygliers (okzitanisch Aigliers) ist eine französische Gemeinde im Département Hautes-Alpes in der Region Provence-Alpes-Côte d’Azur. Sie gehört zum Kanton Guillestre im Arrondissement Briançon. 

## Geographie
Der Fluss Durance bildet die Grenze zu Réotier und nimmt den Nebenfluss Guil auf, der die Grenze zu Guillestre bildet. 
Die Gemeindegemarkung von Mont-Dauphin ist im Süden vollumfänglich von Eygliers umgeben. Teile des Gemeindegebietes gehört zum Regionalen Naturpark Queyras.
Die Gemeinde grenzt im Nordosten an Arvieux, im Süden und Osten an Guillestre, im Südwesten an Réotier und im Nordwesten an Saint-Crépin.

## Bevölkerungsentwicklung
| Jahr      | 1962 | 1968 | 1975 | 1982 | 1990 | 1999 | 2008 | 2018 |
| --------- | ---- | ---- | ---- | ---- | ---- | ---- | ---- | ---- |
| Einwohner | 415  | 414  | 403  | 502  | 596  | 697  | 749  | 806  |

## Sehenswürdigkeiten
- Kirche Saint-Antoine, Monument historique